# Werner Kaiser (Politiker, 1933)
Werner Kaiser (* 15. Mai 1933 in Magdeburg) ist ein ehemaliger deutscher Politiker (NDPD). Von 1981 bis 1990 (8. und 9. Wahlperiode) gehörte er der Volkskammer der DDR an.
Nach dem Besuch der Mittelschule machte Kaiser von 1947 bis 1950 eine Lehre als Stellmacher, 1954 bestand er die Meisterprüfung. Von 1966 bis 1967 ließ er sich zum Karosseriebaumeister fortbilden und von 1976 bis 1977 zum Wirtschaftskaufmann. Nach einer Tätigkeit im elterlichen Betrieb war er von 1959 bis 1973 selbstständiger Stellmacher- bzw. Karosseriebaumeister. 1973 wurde er Vorsitzender der Produktionsgenossenschaft des Handwerks (PGH) Karosserieinstandsetzung Ladeburg. 
1973 trat Werner Kaiser der NDPD bei und gehörte ab 1978 dem NDPD-Bezirksvorstand Magdeburg an. Ab 1979 war er Mitglied des Kreistages Zerbst. Von 1981 bis 1990 war er Mitglied der Volkskammer.